# Thalaina magnifica
Thalaina magnifica là một loài bướm đêm trong họ Geometridae.